# Hannovers voetbalkampioenschap 1912/13
In 1912/13 werd het tiende Hannovers voetbalkampioenschap gespeeld, dat georganiseerd werd door de Noord-Duitse voetbalbond. Eintracht Hannover werd kampioen en plaatste zich voor de Noord-Duitse eindronde. De club versloeg in de eerste ronde Marine SC Wilhelmshaven en won zo voor het eerst in de eindronde. In de halve finale werd de club echter uitgeschakeld door eeuwige rivaal Eintracht Braunschweig.

## Eindstand
| Plaats | Club                       | Wed. | W  | G | V | Saldo | Ptn  |
| ------ | -------------------------- | ---- | -- | - | - | ----- | ---- |
| 1.     | Hannoverscher FC 96        | 12   | 11 | 0 | 1 | 71:10 | 22:2 |
| 2.     | FC Eintracht 1898 Hannover | 12   | 9  | 1 | 2 | 51:23 | 19:5 |
| 3.     | BV Hannovera 1898          | 12   | 9  | 0 | 3 | 34:26 | 18:6 |
| 4.     | SC 02 Hannover             | 10   | 1  | 3 | 6 | 19:34 | 5:15 |
| 5.     | SV Hohenzollern Hildesheim | 9    | 2  | 0 | 7 | 18:41 | 4:14 |
| 6.     | VfB Hannover               | 9    | 1  | 1 | 7 | 16:44 | 3:15 |
| 7.     | SC Elite Hannover          | 10   | 1  | 1 | 8 | 19:50 | 3:17 |

|  | Kampioen |